# وولفين
أندريس فيليب زاباتا غافيريا (ميديلين، 21 ديسمبر 1978)، المعروف باسم وولفين، هو مغني وممثل وملحن كولومبي ريغيتون وراب وهيب هوب.
أبقته أغانيه مثل «Sin ti» في عام 2015 أو «Te falle» في عام 2016 من البقاء معروفا في البيئة الموسيقية. نشر في عام 2017 أغنيته المنفردة «Bella»، والتي تمكن من خلالها من وضعته على قوائم بيلبورد الرئيسية، وكان لها أيضًا ريمكس مع المغني الكولومبي مالوما، والتي أصدرت في عام 2018.